# Батирбек
Батирбе́к (каз. Батырбек) — село у складі Курмангазинського району Атирауської області Казахстану. Входить до складу Суюндуцького сільського округу.
Населення — 198 осіб (2021; 364 у 2009, 309 у 1999, 276 у 1989).